# Нигер на летних Олимпийских играх 1988
Нигер принимал участие в Летних Олимпийских играх 1988 года в Сеуле (Республика Корея) в пятый раз за свою историю, но не завоевал ни одной медали. 